# Oxyglypta rugosa
Oxyglypta rugosa är en stekelart som beskrevs av Ruschka 1912. Oxyglypta rugosa ingår i släktet Oxyglypta och familjen puppglanssteklar.
Artens utbredningsområde är:
- Österrike.
- Israel.
- Turkiet.

Inga underarter finns listade i Catalogue of Life.